# Papiro 4

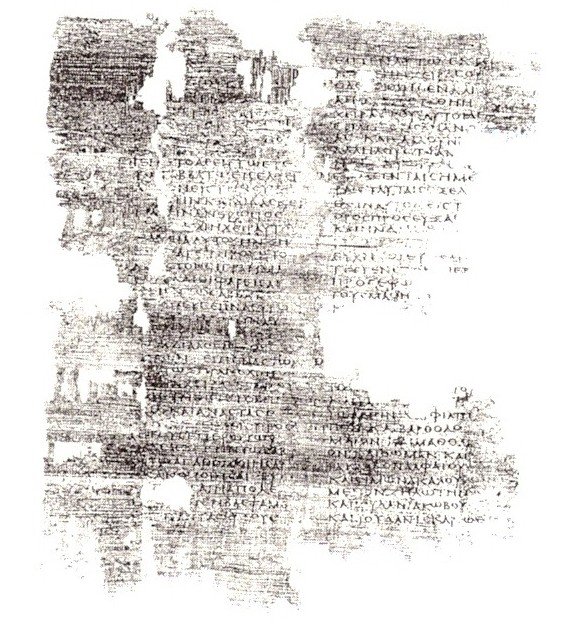
Parte del códice que constituye el papiro 4. La sección presente en la imagen contiene el pasaje del Evangelio de Lucas 6: 4-16.

El Papiro 4 ({\displaystyle {\mathfrak {P}}}4, parte de Suppl. Gr. 1120) es un papiro del Nuevo Testamento que contiene secciones extensas del evangelio de Lucas en griego. Está fechado como un manuscrito de finales del siglo II o principios del siglo III.

## Descripción
Es uno de los manuscritos más antiguos (junto con el P75) del evangelio de Lucas y contiene secciones amplias de sus primeros seis capítulos.
Contiene los textos de Lucas: 1:58-59; 1:62-2:1; 2:6-7; 3:8-4:2; 4:29-32, 34-35; 5:3-8; 5:30-6:16
El texto griego de este códice es una representación del tipo textual alejandrino. Kurt Aland y Barbara Aland lo ubicaron en la Categoría I. Su nivel de concordancia con el Papiro 75 es de 93 %.
Lecturas notables
En Lucas 6:2 — οὐκ ἔξεστιν (no es lícito) en lugar de οὐκ ἔξεστιν ποιεῖν (no es lícito hacer); la lectura coincide únicamente con el Códice Vaticano Griego 1209, el (Códice de Beza), el Códice Nitriense, 700, lat, copsa, copbo, arm, geo;
Philip Comfort y David Barret en su libro Text of the Earliest NT Greek Manuscripts (Texto de los Manuscritos Antiguos del NT) argumentan que el P4 proviene del mismo códice que el P64/67, el Papiro Magdalena, y datan los textos de los años 150-175. Willker está tentativamente de acuerdo con el establecimiento 'de la fecha de datación en el siglo III en el NA. Algunos lo datan el siglo II d. C. (p. ej. Roberts y Comfort). Esto es bastante probable considerando el uso que se le dio como material de unión para un códice del siglo III d. C. Comfort y Barret también señalan que el {\displaystyle {\mathfrak {P}}}4 y el P64+67 tienen afinidad con un número de papiros de finales del siglo II. Roberts (1979), Skeat (1997), Willker y Stanton también fechan el texto a finales del siglo II. Gregory concluye: «[hay] una buena razón para creer que el P4... podría haber sido escrito a finales del siglo II...». Más recientemente 
Charlesworth concluyó «que el P64+67 y el P4, aunque escritos por el mismo escriba, no son del mismo... códice».

## Historia
El fragmento fue encontrado en 1889 por Vicente Scheil, en la orilla oriental del río Nilo en el Alto Egipto. Scheil publicó su texto en 1892. El P4 fue utilizado como relleno de la unión de «un códice de Filón, escrito a finales del siglo III y encontrado en una tinaja que había sido tapiada en una casa en Coptos [en el 250]».
Actualmente está guardado en la Bibliothèque nationale de France (Biblioteca Nacional de Francia), (Suppl. Gr. 1120) en París.